# Aeródromo de Briansk
El aeródromo de Briansk (en ruso: Аэродром Брянск; ; ICAO: ; IATA: ) es un aeropuerto abandonado, situado 7 km al noroeste de Briansk, en el óblast de Briansk, en Rusia. 
Se trata de un campo de aviación abandonado de origen militar. En la actualidad una calle cruza la pista y la plataforma ha sido reconvertida en parque industrial.

## Pista
Cuenta con una pista de hormigón en dirección 13/31 de 2.000x50 m (6.562x164 pies).